# Stamnodes prunata
Stamnodes prunata är en fjärilsart som beskrevs av Wright 1924. Stamnodes prunata ingår i släktet Stamnodes och familjen mätare. Inga underarter finns listade i Catalogue of Life.